# Asociación Internacional de Sociología
La Asociación Internacional de Sociología (en inglés International Sociological Association, ISA) es una organización internacional científica sin fines de lucro cuyo fin es: representar a todos los sociólogos en cualquier lugar, con independencia de su escuela de pensamiento, enfoque científico o ideología y la promoción del conocimiento sociológico a escala internacional (fuente: Artículo primero de los Estatutos de la AIS).
Integra el Consejo Internacional de Ciencias Sociales y goza del estatus de ONG ante la Unesco.
Fue creada en 1949, bajo auspicio de la UNESCO, por una convocatoria firmada por G. Davy, A.N.J. Hollander, G. Gurvitch, R. Konig, G.L. Bras, E. Rinde, L. Wirth, A. Brodersen, O. Klinenberg y T.H. Marshall. Su congreso constituyente se realizó en Oslo (Noruega) entre 5 y 11 de septiemtbre de 1949. Desde 1950 realiza un Congreso Mundial cuadrianual (trienal entre 1950-1962).
Tiene a su cargo la edición de las siguientes revistas: International Sociology (trimestral), Current Sociology (1952 a la fecha), Transactions of the World Congress of Sociology (1949-1974), reemplazado por ISA SAGE Studies in International Sociology (SSIS, desde 1974)

## Presidentes de la ISA
- 1949-1952 Louis Wirth (EE. UU.)
- 1953-1956 Robert C. Angell (EE. UU.)
- 1956-1959 Georges Friedmann (Francia)
- 1959-1962 Thomas Humphrey Marshall (EE. UU.)
- 1962-1966 René König (República Federal Alemana)
- 1966-1970 Jan Szczepanski (Polonia)
- 1970-1974 Ruben Hill (EE. UU)
- 1974-1978 Tom Bottomore (Inglaterra)
- 1978-1982 Ulf Himmelstrand (Suecia)
- 1982-1986 Fernando Henrique Cardoso (Brasil)
- 1986-1990 Margaret Archer (Inglaterra)
- 1990-1994 Tharaileth Koshy Oommen (India)
- 1994-1998 Immanuel Wallerstein (EE. UU.)
- 1998-2002 Alberto Martinelli (Italia)
- 2002-2006 Piotr Sztompka (Polonia)
- 2006-2010 Michel Wieviorka (Francia)
- 2010-2014 Michael Burawoy (EE. UU.)
- 2014-2018 Margaret Abraham (EE. UU.)
- 2018-2023 Sari Hanafi (Líbano)
- 2023-2027 Geoffrey Pleyers (Belgium)

## Congresos Mundiales de Sociología de la ISA
Se celebran cada 4 años. El XX Congreso Mundial está programado para realizarse en Melbourne, Australia, en julio de 2022.
- Congreso Constituyente - 5 y 11 de septiembre de 1949 - Oslo (Noruega)
- I - 4 al 9 de septiembre de 1950 - Zúrich (Suiza)
- II - 24 de agosto al de septiembre de 1953 - Liege (Bélgica)
- III - 22 al 29 de agosto de 1956 - Ámsterdam (Países Bajos)
- IV - 8 al 15 de septiembre de 1959 - Stresa (Italia)
- V - 2 al 8 de septiembre de 1962 - Washington D. C. (EE. UU.)
- VI - 4 al 11 de septiembre de 1966 - Evian (Francia)
- VII - 14 al 19 de septiembre de 1970 - Varna (Bulgaria)
- VIII - 19 al 24 de agosto de 1974 - Toronto (Canadá)
- IX - 14 al 19 de agosto de 1978 - Uppsala (Suecia)
- X - 16 al 21 de agosto de 1982 - Ciudad de México (México)
- XI - 18 al 22 de agosto de 1986 - Nueva Delhi (India)
- XII - 9 al 13 de julio de 1990 - Madrid (España)
- XIII - 18 al 23 de julio de 1994 - Bielefeld (Alemania)
- XIV - 26 de julio al 1 de agosto de 1998 - Montreal (Canadá)
- XV - 2002 Brisbana (Australia)
- XVI - 2006 Durban (Sudáfrica)
- XVII - 2010 Gotemburgo (Suecia)
- XVIII - 2014 Yokohama (Japón)
- XIX - 2018 Toronto (Canadá)
- XX - 2022 Melbourne (Australia)